# ダンカン・マグワイア
- ダンカン・マクガイア

ダンカン・マカリスター・マグワイア（Duncan MacAllister McGuire, 2001年2月5日 - ）は、アメリカ合衆国ネブラスカ州オマハ出身のプロサッカー選手。メジャーリーグサッカーのオーランド・シティSC所属。ポジションはフォワード。アメリカ合衆国代表。

## 経歴

### カレッジ
クレイトン大学では2022年に24試合の出場で23得点を記録。ビッグ・イースト・カンファレンスのトーナメントでMVPを受賞した。また。カレッジで最も優れたサッカー選手に贈られるハーマン賞を受賞した。

### レーン・ユナイテッドFC
2022年にUSLリーグ2のレーン・ユナイテッドFCでプロデビューし、11試合に出場して4得点を記録した。

### オーランド・シティSC
2023年のMLSスーパードラフトにて、全体6位でオーランド・シティSCから指名され入団した。
2023年3月11日のD.C. ユナイテッド戦でMLS初得点を記録した。7月21日、リーグスカップのグループステージ、ヒューストン・ダイナモFC戦では自身の得点で同点に追いつき、その後PK戦の末勝利した。続くサントス・ラグナ戦でも得点を記録して勝利し、チームはグループステージを首位で通過した。シーズン最後の5試合すべてで1得点、1アシスト以上を記録し、10月22日のトロントFC戦では2得点を記録した。最終的にシーズン全体でチームトップとなる15得点を記録した。
2023年のシーズン終了後、EFLチャンピオンシップのブラックバーン・ローヴァーズFCへの完全移籍が合意間近となり、2024年1月31日に契約を締結するためにイングランドへ渡ったが、飛行機の中で契約を解除された。翌日にブラックバーンへの6ヶ月の期限付き移籍に合意したが、ブラックバーンの登録書類提出時の不手際によりEFLが移籍を認めず、オーランド・シティに残留することになった。

## 代表歴

### ユース
2023年にU-23アメリカ合衆国代表に初選出され、日本との親善試合で初得点を記録した。

### シニア
2024年にアメリカ合衆国代表のトレーニングキャンプに初招集され、スロベニアとの親善試合に途中出場してA代表デビューした。

## 個人成績

### 代表
| アメリカ代表 | 国際Aマッチ | 国際Aマッチ |
| 年           | 出場        | 得点        |
| ------------ | ----------- | ----------- |
| 2024         | 1           | 0           |
| 通算         | 1           | 0           |